# NGC 49
NGC 49は、アンドロメダ座に位置するレンズ状銀河である。アメリカ合衆国の天文学者ルイス・スウィフトが1885年9月7日に発見した。